# Видерберг, Бу
Бу Видерберг (швед. Bo Widerberg, 8 июня 1930, Мальмё — 1 мая 1997, Бостад) — шведский кинорежиссёр.

## Биография и творчество
В 1960-х годах вместе с несколькими режиссёрами (Рой Андерссон и др. — так называемая Группа 13) противопоставил свой социальный кинематограф художественной манере Ингмара Бергмана как мистической, мифологизирующей шведскую реальность и созданной исключительно на экспорт. Видерберг тяготел к социологическому репортажу, так была сделана его трилогия о рабочем классе «Вороний квартал», «Одален 31» (сюжетом фильма стал расстрел демонстрации в Одалене в 1931 г.), «Джо Хилл», несколько других лент, включая напрямую документальные.
Однако две лучшие и наиболее популярные по сей день работы режиссёра — Эльвира Мадиган и Цветения пора — оказались далеки от его манифестов и, напротив, в немалой степени близки к поэтике зрелого Бергмана (Бергман, с Видербергом никогда не встречавшийся, ценил его фильмы Вороний квартал и, особенно, Эльвира Мадиган).
Много работал на телевидении. Выступал как сценарист, продюсер, актёр и кинооператор.
Сын — Юхан Видерберг (род. в 1974), актёр.

## Фильмография
- 1962: Pojken och draken (телевизионный короткометражный, вместе с Яном Труэлем)
- 1963: Детская коляска / Barnvagnen
- 1963: Вороний квартал/ Kvarteret Korpen (номинация на Оскар, номинация на Золотую пальмовую ветвь Каннского МКФ)
- 1965: Любовь 65 /Kärlek 65 (номинация на Золотого медведя Берлинского МКФ, премия ФИПРЕССИ Берлинского МКФ)
- 1966: Привет, Роланд! / Heja Roland! (премия Золотой жук за лучший фильм)
- 1967: Эльвира Мадиган / Elvira Madigan (номинация на Золотую пальмовую ветвь Каннского МКФ)
- 1968: Белый спорт / Den vita sporten (документальный, коллективный проект вместе с Группой 13)
- 1969: Одален 31 / Ådalen 31 (номинация на Оскар, номинация на премию БАФТА, премия Бодил за лучший европейский фильм, гран-при и номинация на Золотую пальмовую ветвь Каннского МКФ, премия Золотой жук за режиссуру)
- 1970: Мать двоих детей в ожидании третьего / En mor med två barn väntandes sitt tredje (короткометражный)
- 1971: Джо Хилл / Joe Hill (номинация на Золотую пальмовую ветвь Каннского МКФ, специальная премия жюри Каннского МКФ, номинация на премию БАФТА)
- 1974: Фимпен / Fimpen
- 1976: Человек на крыше / Mannen på taket (по роману Шёвалль и Валё; премия Золотой жук за лучший фильм)
- 1979: Смерть коммивояжёра / En Handelsresandes död (телевизионный, по Артуру Миллеру)
- 1981: Linje lusta (телевизионный)
- 1984: Человек с Мальорки / Mannen från Mallorca (номинация на премию Фантаспорто за лучший фильм)
- 1986: Змеиная тропа / Ormens väg på hälleberget (по роману Торгни Линдгрена; номинация на главный приз Московского МКФ)
- 1987: Виктория / Victoria (по роману Гамсуна; номинация на Золотую пальмовую ветвь Каннского МКФ)
- 1988: Отец / En Far (телевизионный)
- 1989: Дикая утка / Vildanden (телевизионный, по Ибсену)
- 1990: Hebriana (телевизионный)
- 1995: Цветения пора, другое название — Всё прекрасно / Lust och fägring stor (номинация на Оскар, две премии Берлинского МКФ, две премии Золотой жук)

## Признание
Лауреат многочисленных национальных и международных премий, неоднократный номинант на премии Оскар и БАФТА.